# Сельское поселение Ляжги
Се́льское поселе́ние Ляжги — муниципальное образование в Джейрахском районе Ингушетии Российской Федерации.
Административный центр — село Ляжги.

## История
Статус и границы сельского поселения установлены Законом Республики Ингушетия от 23 февраля 2009 года № 5-рз «Об установлении границ муниципальных образований Республики Ингушетия и наделении их статусом сельского поселения, муниципального района и городского округа»

## Население
| 2010 | 2012 | 2013 | 2014 | 2015 | 2016 | 2017 |
| ---- | ---- | ---- | ---- | ---- | ---- | ---- |
| 252  | ↘233 | ↗248 | ↗255 | ↗263 | ↗275 | ↗284 |
| 2018 | 2019 | 2020 | 2021 | 2023 | 2024 | 2025 |
| ↗293 | ↗296 | ↗320 | ↘317 | ↗341 | ↗363 | ↗386 |

### Национальный состав
По данным Всероссийской переписи населения 2010 года:
| Национальность | Численность (чел.) | Процентное соотношение |
| -------------- | ------------------ | ---------------------- |
| Ингуши         | 249                | 98,81%                 |
| Не указавшие   | 3                  | 1,19%                  |
| Всего          | 252                | 100,00%                |

## Состав сельского поселения
| № | Населённый пункт | Тип населённого пункта       | Население |
| - | ---------------- | ---------------------------- | --------- |
| 1 | Гарк             | село                         | 0         |
| 2 | Ляжги            | село, административный центр | ↗363      |
| 3 | Мецхал           | село                         | ↘0        |
| 4 | Морчи            | село                         | ↘0        |
| 5 | Фалхан           | село                         | ↘0        |